# Club Deportivo Mandiyú
|  | No s'ha de confondre amb Textil Mandiyú. |

El Club Deportivo Mandiyú és un club de futbol argentí de la ciutat de Corrientes.

## Història
El club va ser fundat com a Club Deportivo Tipoiti el 14 de desembre de 1952, per treballadors de la fàbrica Tipoiti. Com la federació no acceptava noms comercials, el club canvià a Club Deportivo Mandiyú, que significa cotó en idioma guaraní. L'any 1995 el club fou dissolt, ocupant Huracán Corrientes el seu lloc.
El 1998 es formà un nou club amb el nom Deportivo Textil. Més tard afegí el mot Mandiyú al seu nom.
El 2010, tornà a néixer el Deportivo Mandiyú. El 2016 es fusionà amb el club Textil Mandiyú.

## Palmarès
- Primera B Nacional: 
  - 1987-88

- Torneo del Interior: 
  - 1985-86

- Liga Correntina: 
  - 1958, 1960, 1963, 1973, 1976, 1979, 1980, 1982, 1985, 1990